# Victoriano Salvador Salvador
Victoriano Salvador Salvador, més conegut com a Víctor Salvador, és un exfutbolista valencià. Va nàixer a Castelló de la Plana el 4 d'abril de 1964, i ocupava la posició de migcampista. Va ser internacional juvenil amb la selecció espanyola.

## Trajectòria
Debuta a primera divisió amb el CE Castelló a la campanya 81/82 en la qual disputa 19 partits. Eixe any els valencians baixen a la categoria d'argent, on romanen fins al nou ascens de 1989. A la 89/90, el castellonenc marca 4 gols en 24 partits, mentre que a la següent només hi apareix en 13 partits.
Després de passar pel Vila-real CF, retorna al Castelló el 1996, amb l'equip ara a la Segona Divisió B.